# 怡土城

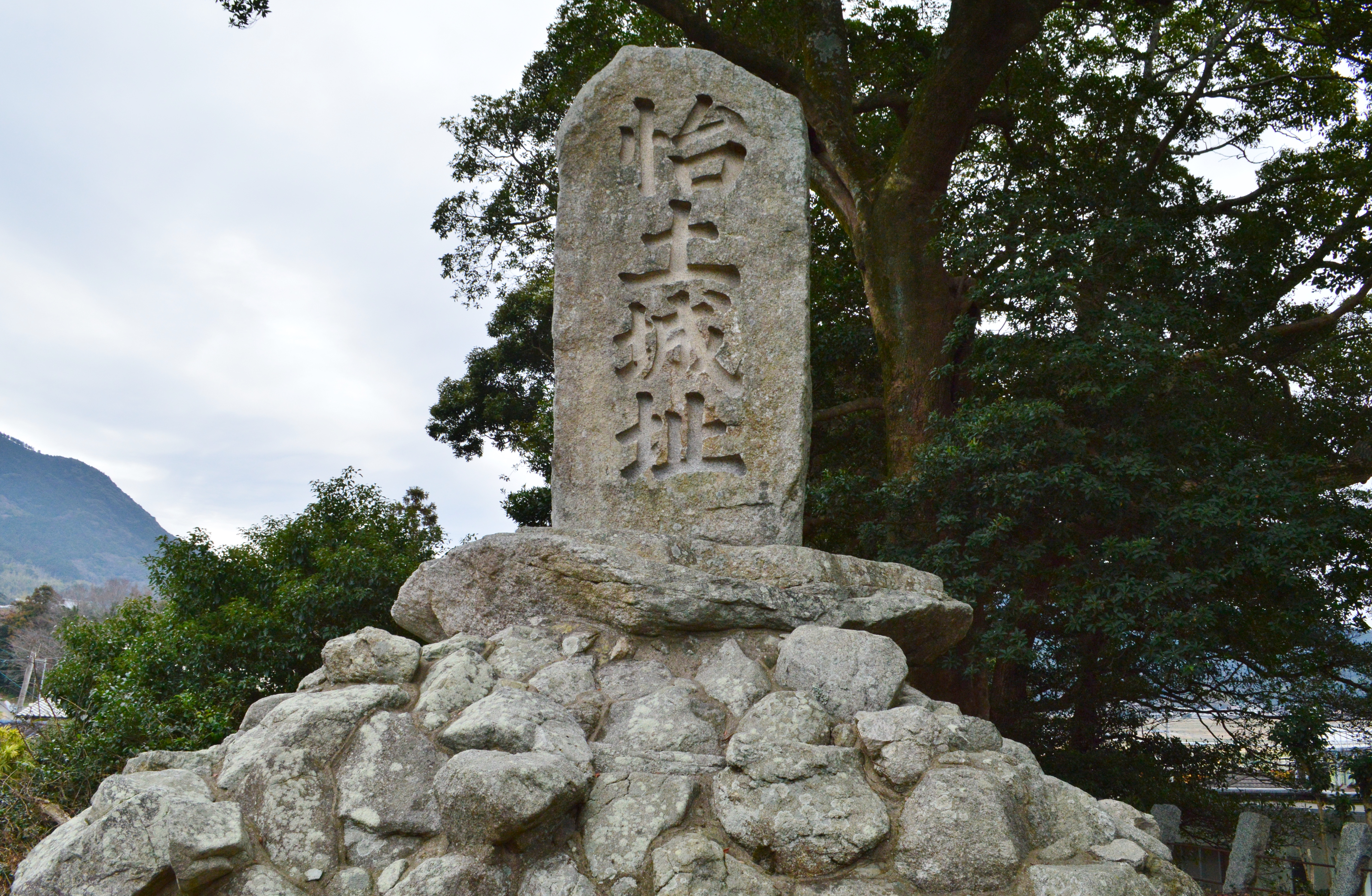
怡土城址碑

怡土城（いとじょう / いとのき）は、筑前国怡土郡の高祖山（現在の福岡県糸島市高来寺・大門・高祖）にあった日本の古代山城（分類は中国式山城）。城跡は国の史跡に指定されている。

## 概要
福岡県の西部、糸島市・福岡市の境をなす高祖山（標高416メートル）の西斜面に築城された古代山城である。奈良時代の天平勝宝8年（756年）から神護景雲2年（768年）にかけて築城された中国式山城で、文献によれば吉備真備のち佐伯今毛人が築城を担当したことが知られる。これまで1936年（昭和11年）以降に発掘調査が実施されている。
城は高祖山の西斜面にたすき状に構築され、北西尾根線上・南西尾根線上に望楼跡が、西山裾に南北約2キロメートルの土塁線が遺存する。また城域からの出土遺物として、多数の瓦片・土器片・塼片などが検出されている。他の古代山城（朝鮮式山城・神籠石系山城）が飛鳥時代の天智天皇2年（663年）の白村江の戦い頃の築城とされるのに対して奈良時代の築城である点で特色を示すほか、文献上で築城担当者・築城期間が明らかな点、他の古代山城のような朝鮮式山城でなく大陸系の中国式山城である点でも重要視される遺跡になる。
城跡域は1938年（昭和13年）に国の史跡に指定されている。

## 歴史

### 築城

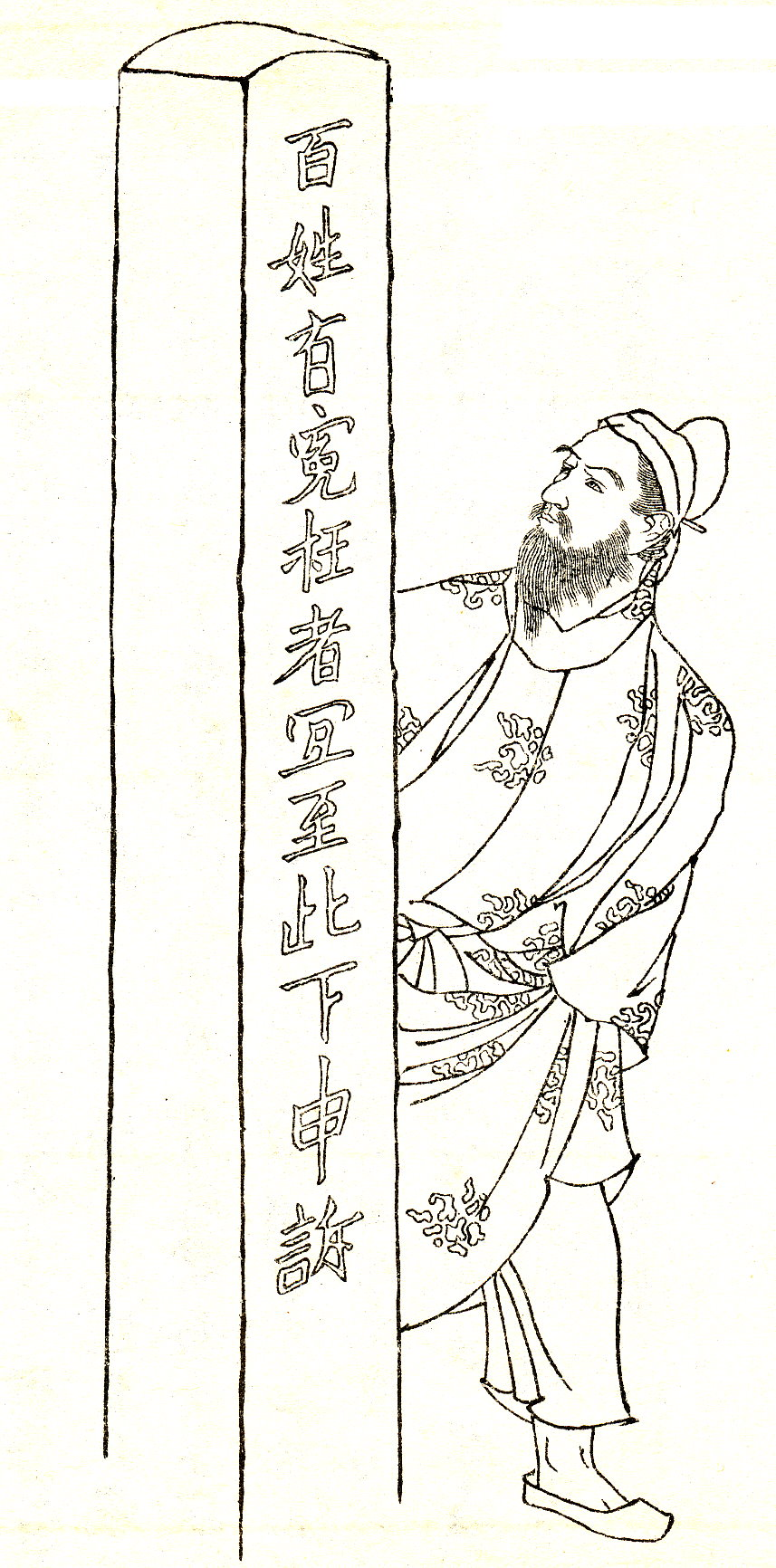
吉備真備
（『前賢故実』より）

怡土城の築城について、『続日本紀』では次のように記載されている。
- 天平勝宝8年（756年）6月[原 1]、大宰大弐の吉備真備が専当官に任官、築城開始。
- 天平宝字3年（759年）3月[原 2]、吉備真備が大宰府防衛の不安4条を朝廷に奏上。東国防人の復活、西国防人の怡土城築城従事を要望。
- 天平宝字8年（764年）1月[原 3]、吉備真備が造東大寺長官に任官（その後帰京）。
- 天平神護元年（765年）3月[原 4]、大宰大弐の佐伯今毛人が築怡土城専知官に任官（築城継続）。
- 神護景雲2年（768年）2月[原 5]、怡土城完成。

築城目的は詳らかでないが、今日では唐の安禄山の乱に対する備えとする説、対新羅政策の一環とする説の2説が特に知られる（考証節参照）。ただしいずれの説としても、怡土城が当時の実戦に使用されることはなかった。また最初の築城担当者の吉備真備については、築城以前に遣唐使として2度入唐したことや兵法に長けた人物であることが知られるが、怡土城築城に際してはその知識が活かされたと推測され、実際に城の様式は大陸系の中国式山城とされる。なお、吉備真備は当時の朝廷中枢の藤原仲麻呂の政敵であり、吉備真備の怡土城築城は、吉備真備を大宰府に釘付けにする仲麻呂政権の政略でもあった。
糸島地方は『魏志』倭人伝の「伊都国」に比定され、古くから栄えた地として知られる。律令時代においては高祖山北方に官道（対馬路）や主船司（大宰府機構の1つ、現在の周船寺付近）、南方に日向峠越ルートが立地し、怡土城はそれらを視野に入れた築城プランとされる。また糸島地方では、他の古代山城として雷山中腹において雷山城（雷山神籠石、糸島市雷山・飯原）の築城も知られる。この雷山城は文献に見えない古代山城（いわゆる神籠石系山城）であり、飛鳥時代頃の築城と推定されるが、怡土城の時期にも烽火として機能したとする説がある。なお『続日本紀』文武天皇3年（699年）12月条に見えるが所在不明の古代山城である「稲積城」についても、糸島地方の可也山または火山に比定する説がある。

### 古代
怡土城の築城後について、文献上では詳らかでない。終焉時期も詳らかでないが、第5望楼跡における発掘調査によれば、少なくとも9世紀初頭頃（平安時代前期）までは城として機能したと推定される。

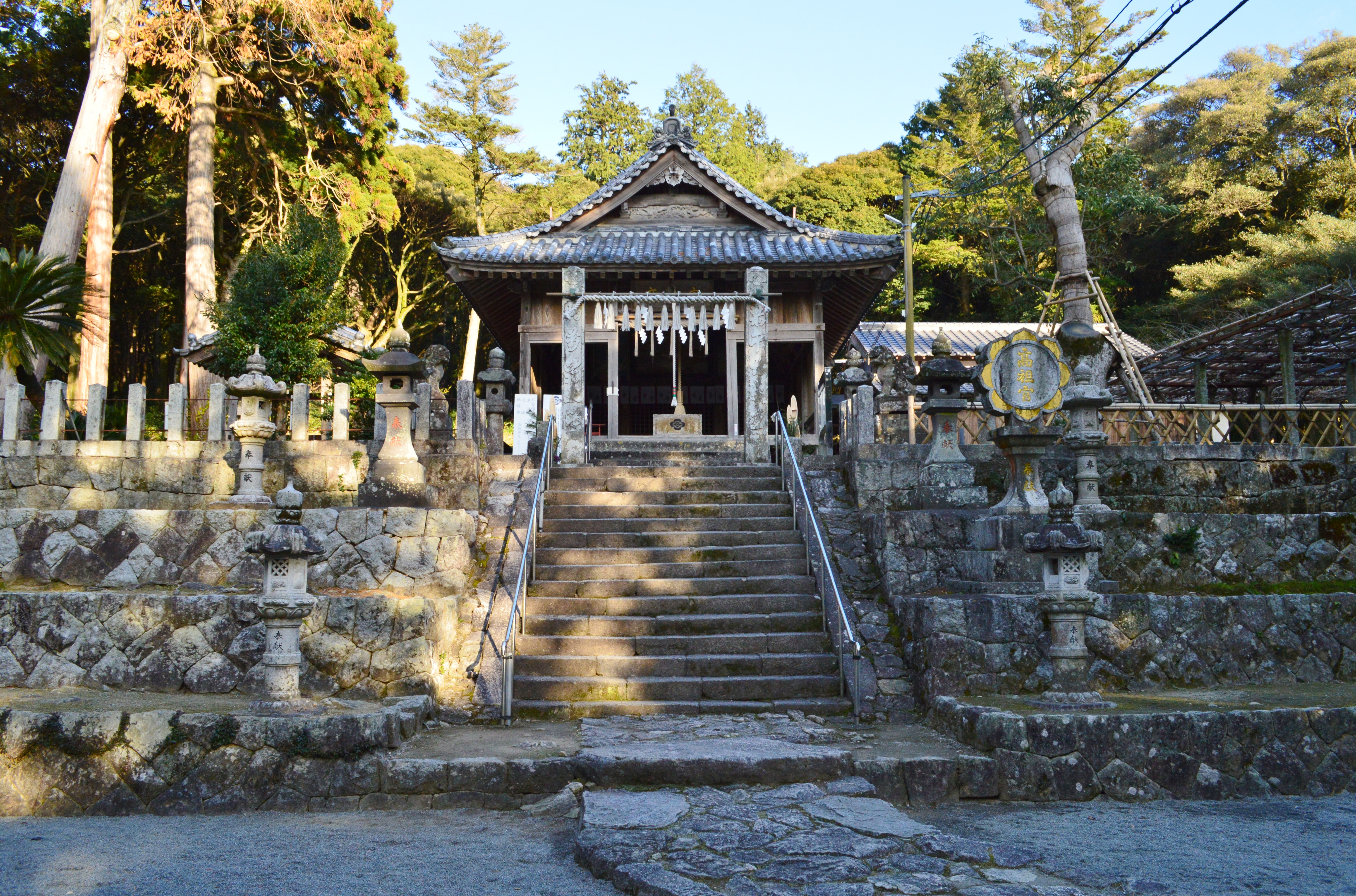
高祖神社（糸島市高祖）

怡土城のある高祖山に関連する古代の施設としては、山腹に鎮座する高祖神社（糸島市高祖）が知られる。この神社は、『日本三代実録』元慶元年（877年）条の「高礒比咩神（高磯比咩神）」に比定される国史見在社であるが、このように古代山城と古代神社が重複する例は他にも知られる。高祖山周辺ではその他にも、前述の周船寺（主船司）など古代に遡る遺称地が遺存する。
なお高祖山の南東方に位置する金武青木A遺跡（福岡市西区金武）では、「怡土城擬大領」・「専当其事」・「別六」銘の木簡が出土しており、これらは怡土城の長官クラスへの伝達木簡であったと推測される。

### 中世
中世期には当地を治めた原田氏が怡土城を再利用して高祖城を築城した。この高祖城の築城時期は詳らかでないが、古くは文和2年（1353年）と推定される古文書に「原田城」の記載が見え、その後の変遷を経て、天正15年（1587年）に豊臣秀吉の九州征伐により開城のち廃城している。

### 近代以降
近代以降については次の通り。
- 1936年（昭和11年）、発掘調査（九州帝国大学（現在の九州大学））[2]。
- 1938年（昭和13年）8月8日、国の史跡に指定[4]。
- 1944年（昭和19年）6月5日、史跡範囲の追加指定[4]。
- 1970年（昭和45年）6月25日、梅雨前線豪雨により土塁の一部が崩れる[14]。
- 1972年（昭和47年）以降、発掘調査[2]。
- 2007年（平成19年）3月23日、史跡範囲の追加指定[4]。

## 遺構
城は高祖山の西斜面一帯に構築され、城域は広大で、城域面積は約280ヘクタール（2.8平方キロメートル）を測る。斜面にたすき状（城郭が山頂部から平地部におよぶ）に構築される点で大陸系の中国式山城の様式とされ、鉢巻状（城郭が山の等高線に沿う）の朝鮮式山城とは性格を異にする。城内が容易に見通される構造であることから、攻撃的性格が強い城とも評価される。

### 城壁

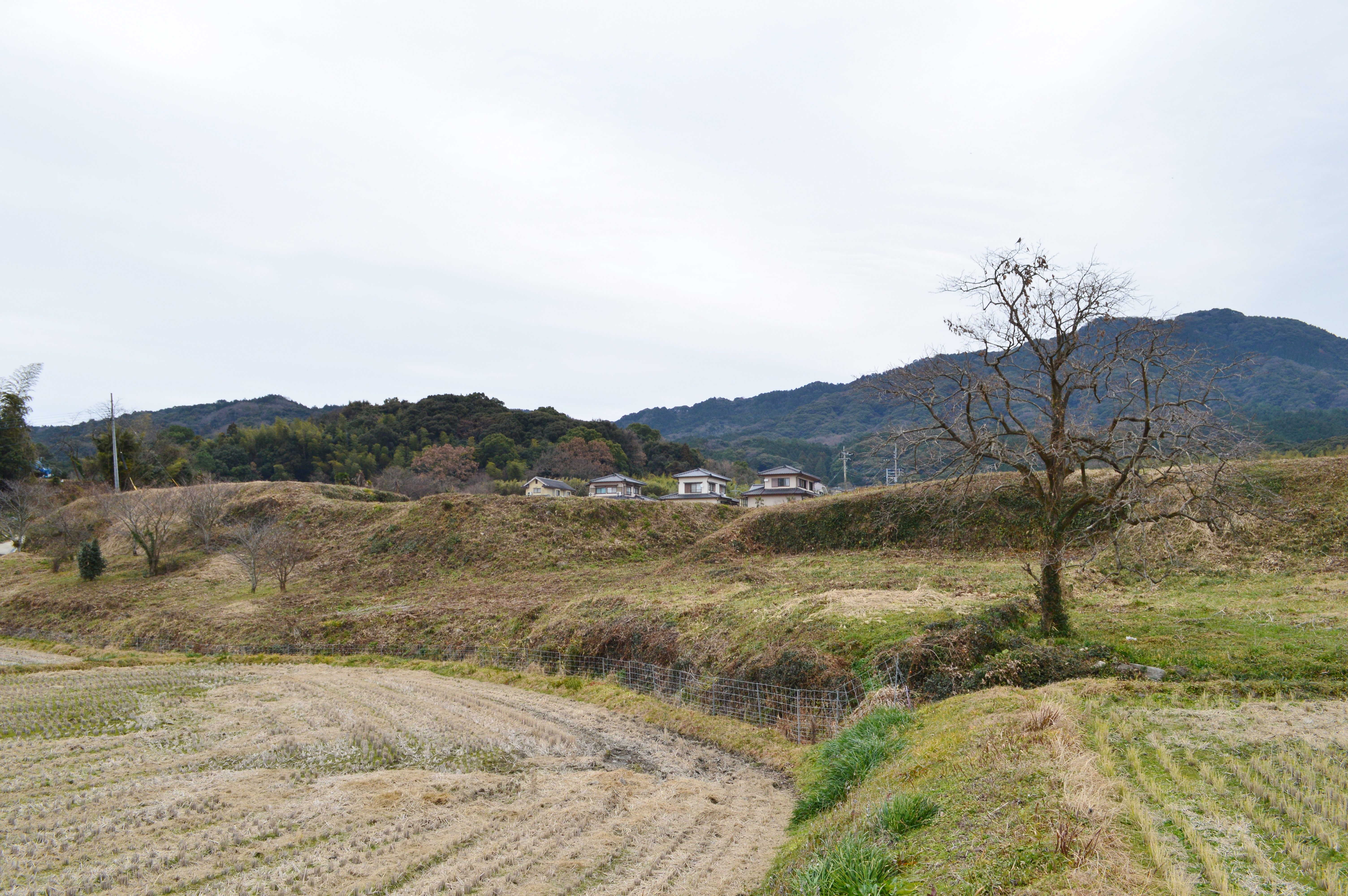
土塁大門口付近。右上に高祖山。

城壁としては、高祖山西裾において土塁の構築が認められており、土塁線は南北約2キロメートルにおよぶ。一部の土塁における発掘調査では、強度を高めるために濃縮海水（塩+苦汁）と石灰系材料が混ぜ込まれた可能性が指摘される。
また山麓の土塁の城外側では、濠の存在も認められている。濠は幅約10-15メートルで、かつては水が流れたと推測される。濠に関する記述は『改正原田記』・『筑前国続風土記拾遺』にも見え、江戸時代末期頃までは痕跡を残したとされる。なお風音寺付近における調査では、土塁の城内側でも濠と推測される遺構が検出されたため、一部には内濠も存在したことが想定される。

### 城門
城壁に開く城門としては、次の2ヶ所において存在が認められている。

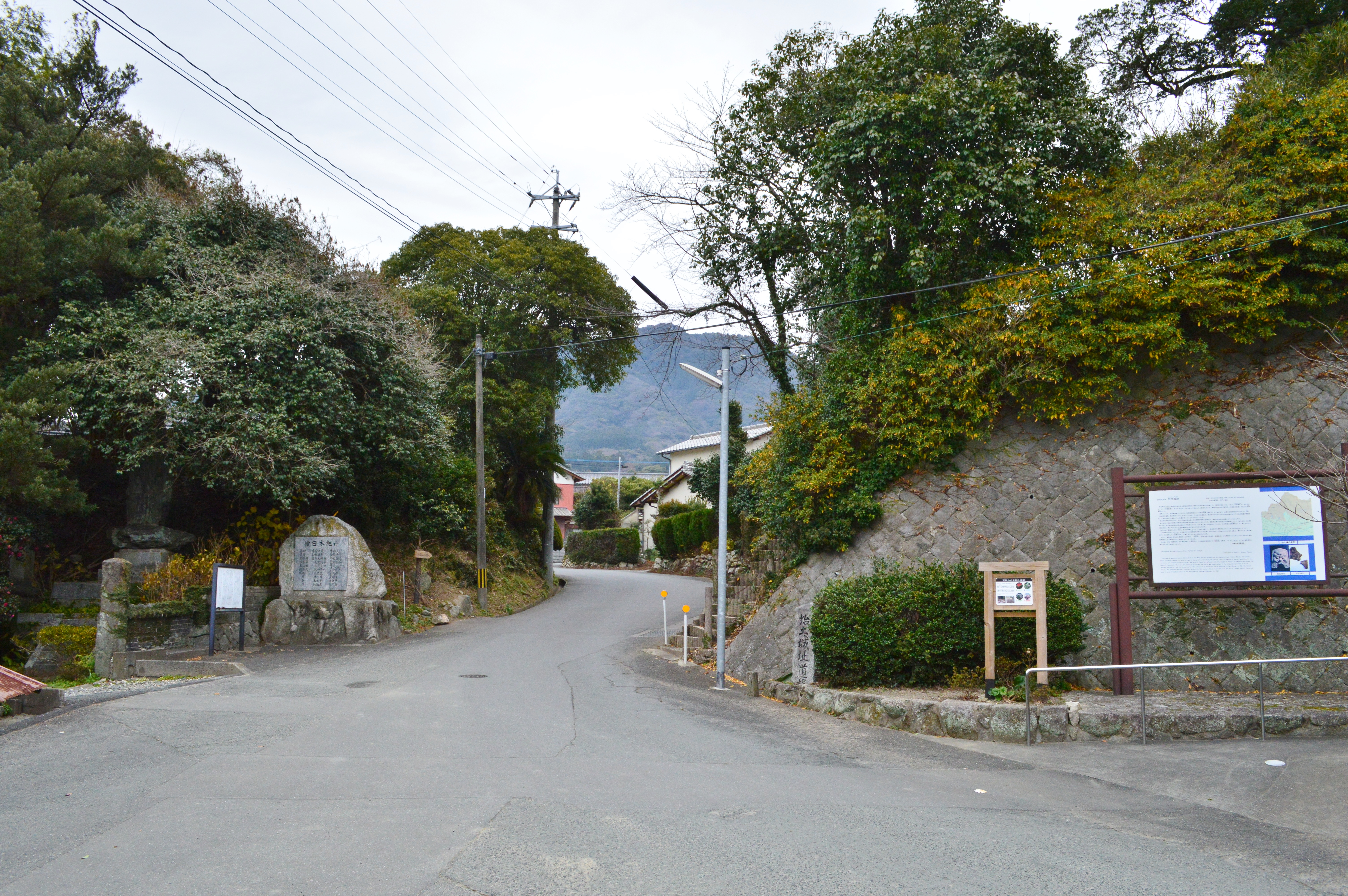
大鳥居口
城域南部、高祖神社への参道口に位置する（北緯33度32分32.47秒 東経130度15分17.08秒 / 北緯33.5423528度 東経130.2547444度）。少なくとも計6個の礎石があったとされる。2個は1936年（昭和11年）の調査で認められたほか、他の4個は近傍の石垣に積み込まれており、その4個のうち3個は1917年（大正6年）の記念碑建立に際して軽量化されたうえで基石に転用されたという。調査された2個はいずれも中心に長方形の繰り込み孔を有し、南北に孔を揃えて並び礎石間距離は12尺5分（約3.65メートル）を測った。現在この大鳥居口では、土塁上に前述の記念碑（怡土城址碑）が建てられている。
染井口
城域北西部に位置する（北緯33度33分9.19秒 東経130度14分53.36秒 / 北緯33.5525528度 東経130.2481556度）。1936年（昭和11年）の調査で礎石2個が認められているが、現在はいずれも所在不明。2個はいずれも中心に長方形の繰り込み孔を有し、うち1個には他に方形孔2個も認められる。
また以上とは別に推定城門として、次の2ヶ所においても城門の存在可能性が指摘される。
大門口
城域西部に位置する（北緯33度32分46.21秒 東経130度15分3.35秒 / 北緯33.5461694度 東経130.2509306度）。『改正原田記』によって城門の存在が推定されるが、周辺は後世の削平を受けているため詳らかでない。昭和30年代の県道工事の際に門礎と考えられる石が発見されたといい、この石は中心に方形孔が穿たれず、逆に周囲を削って中心が方形に浮き彫られる特異な構造になる。
小城戸口
城域南部、大鳥居口と大門口の間に位置する（北緯33度32分35.83秒 東経130度15分12.51秒 / 北緯33.5432861度 東経130.2534750度）。『改正原田記』によって城門の存在が推定されるが、現在は跡形が無いため詳らかでない。

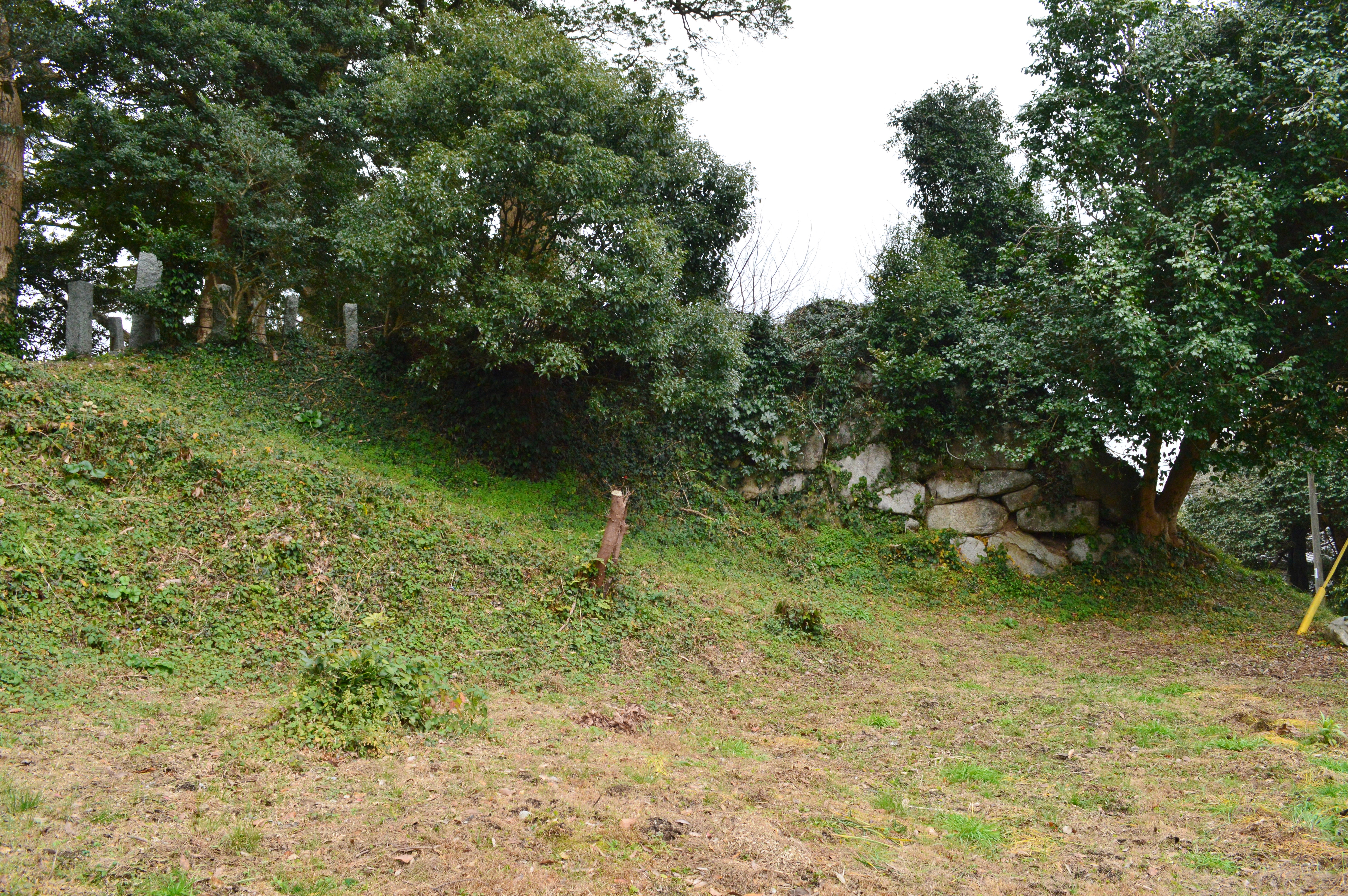
大鳥居口付近の土塁・石塁
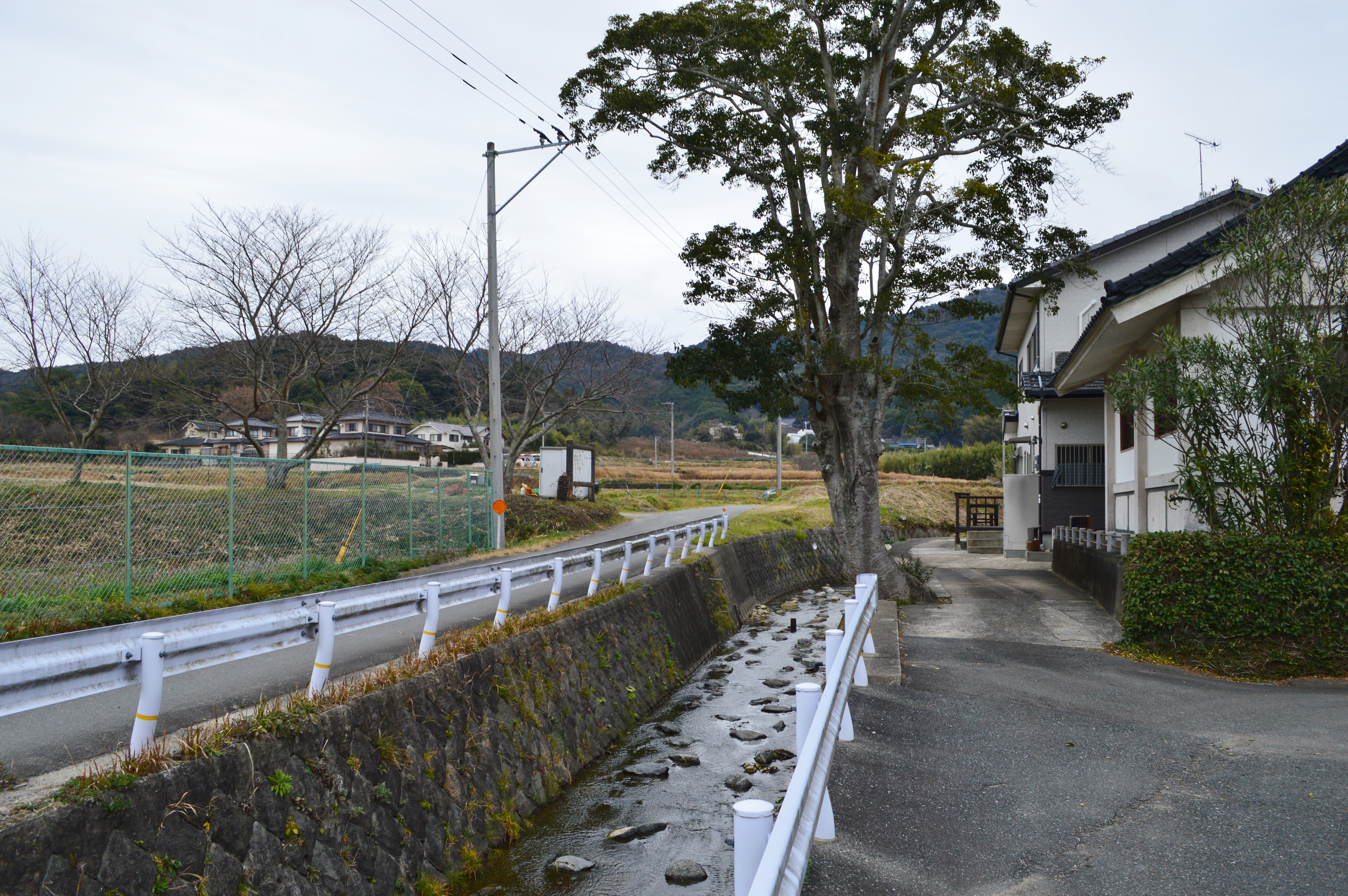
大門口
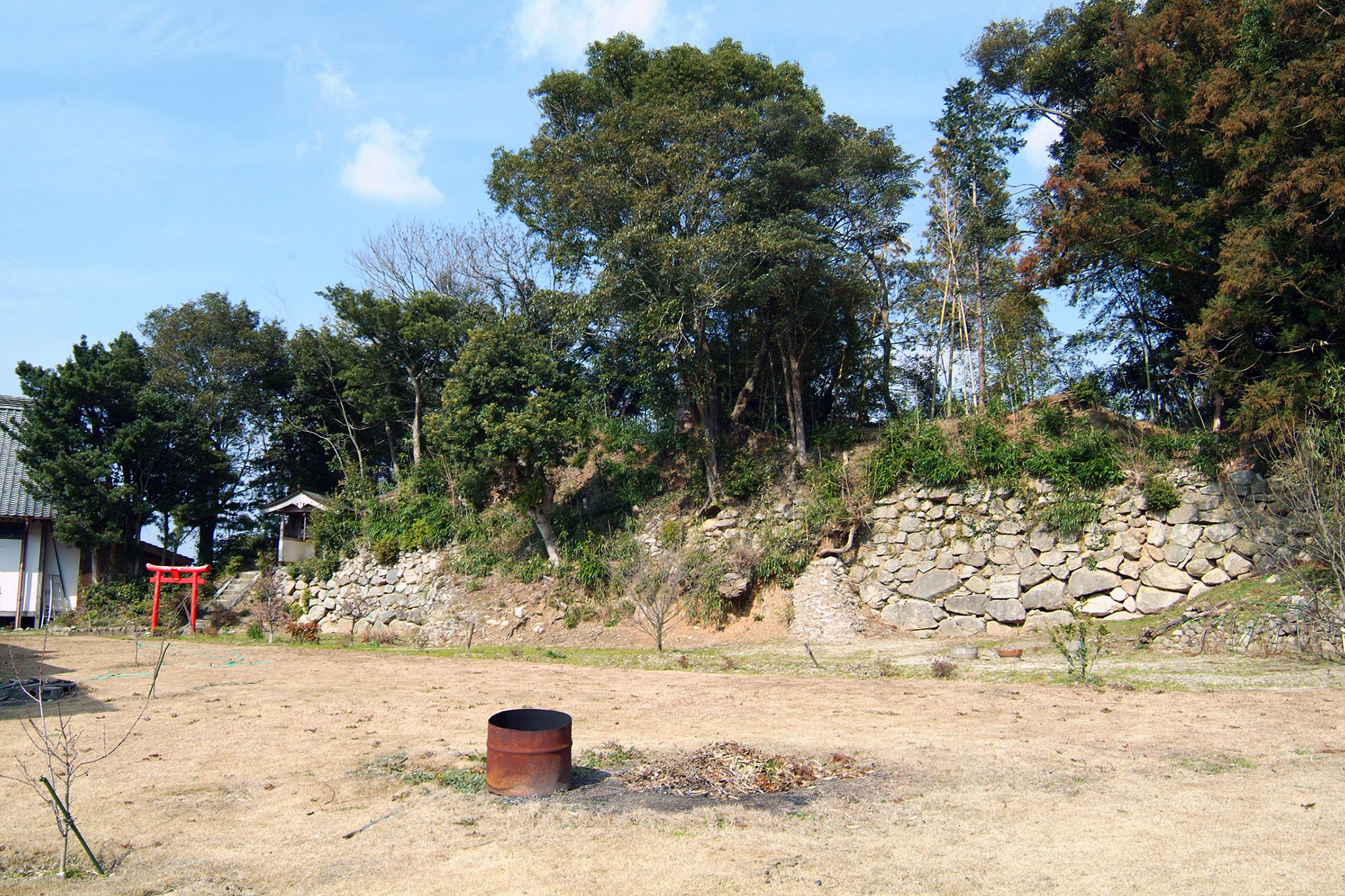
大門口付近の土塁・石塁
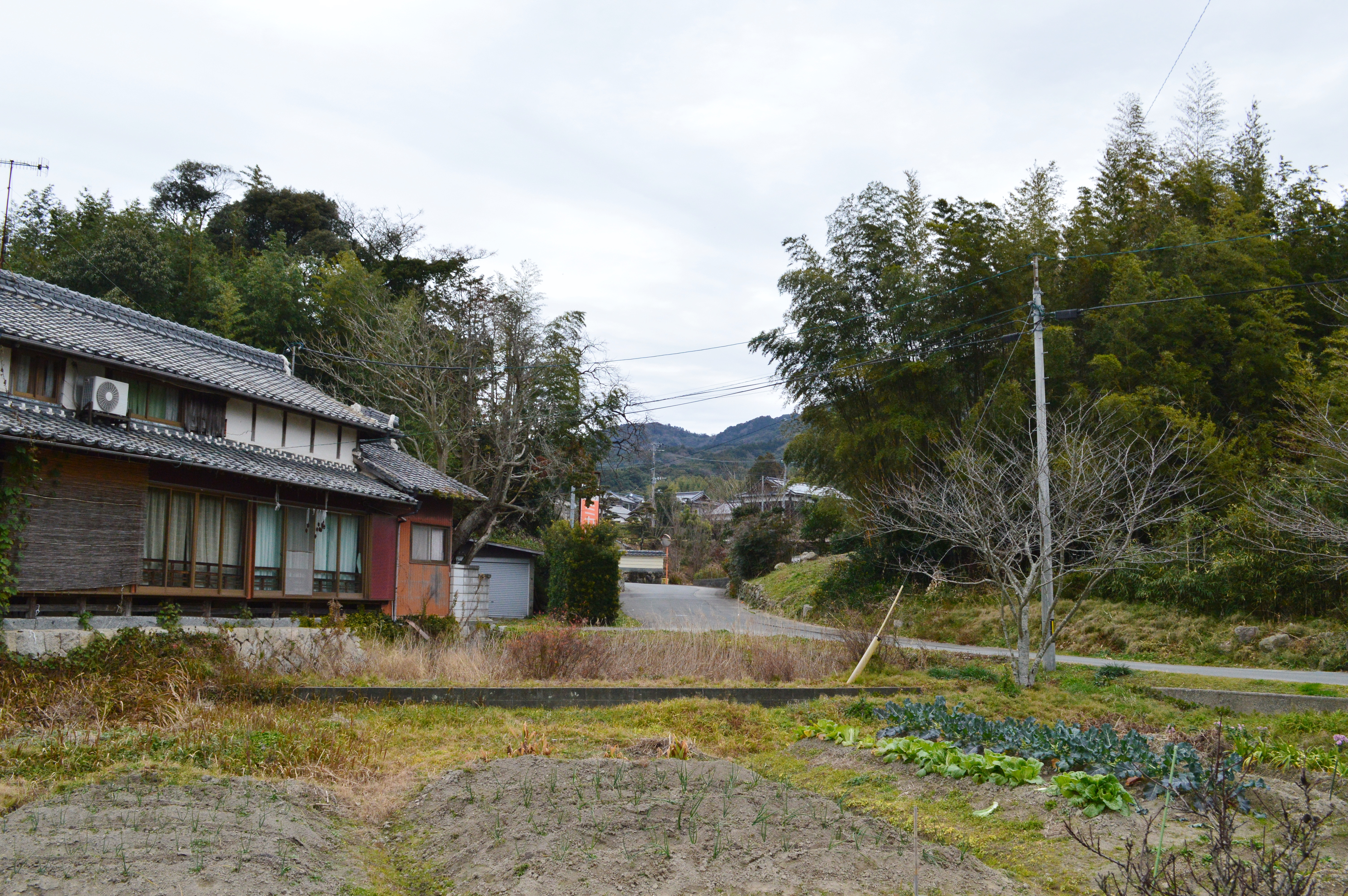
小城戸口

### 水門
城壁には、城内の水を城壁外に排出するための水門が開かれたとされる。構造は「盲水門」と称される浸透式のもので、塊石を土塁の基底部に敷き詰めることで、水がその石の間を通って土塁外に排出される。『改正原田記』では水門として「港」・「大鳥居の南」・「大霜」・「風音寺」の4ヶ所が挙げられるが、現在はいずれも遺構がほとんど確認されない状況にある。また小城戸口にも存在が推定され、水門の石組みと、その上に版築土塁が遺存することが認められる。

### 望楼

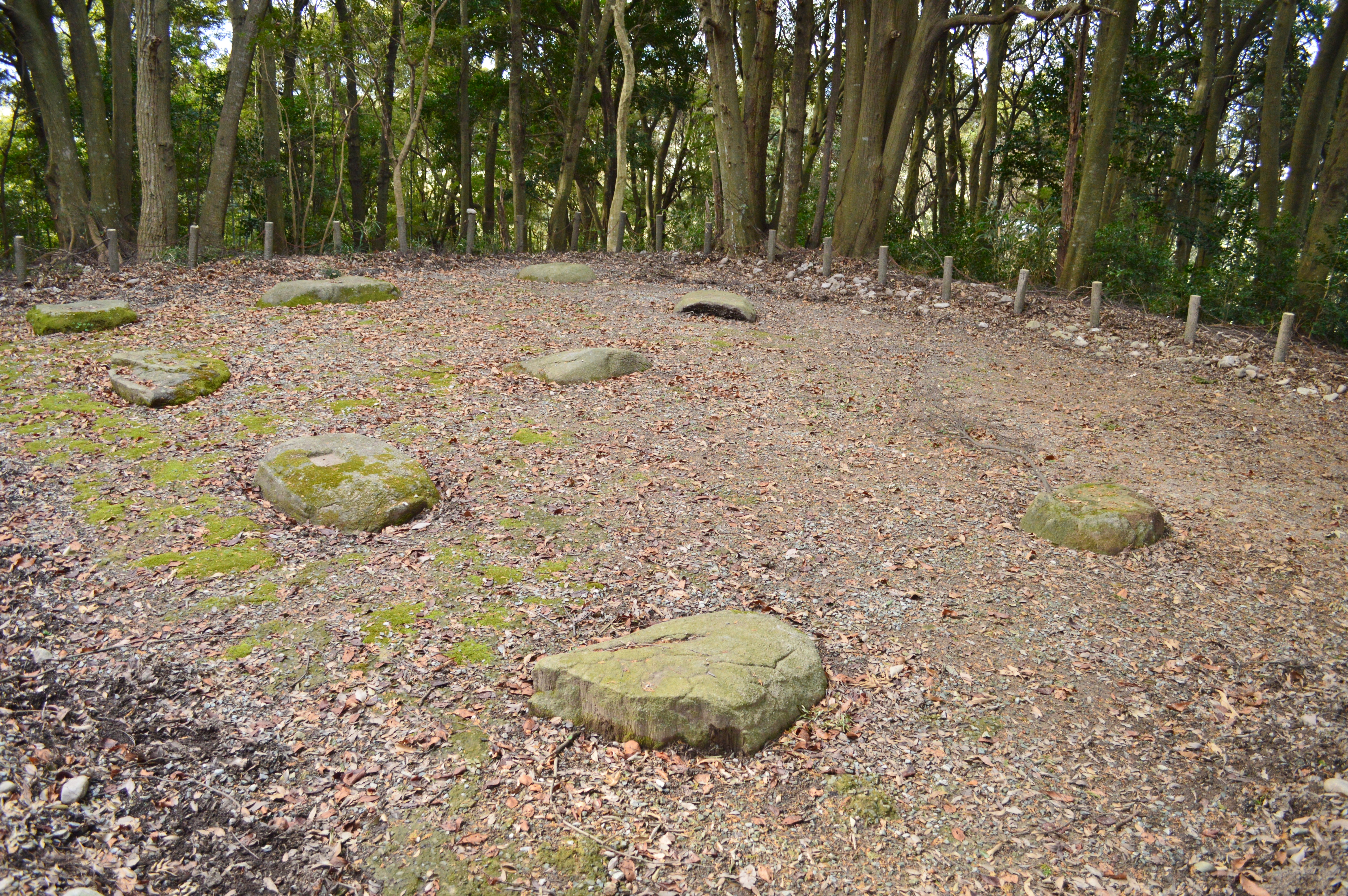
第5望楼跡

城域では、現在では計7棟の望楼跡が遺存する。遺構の詳細は次の通り。

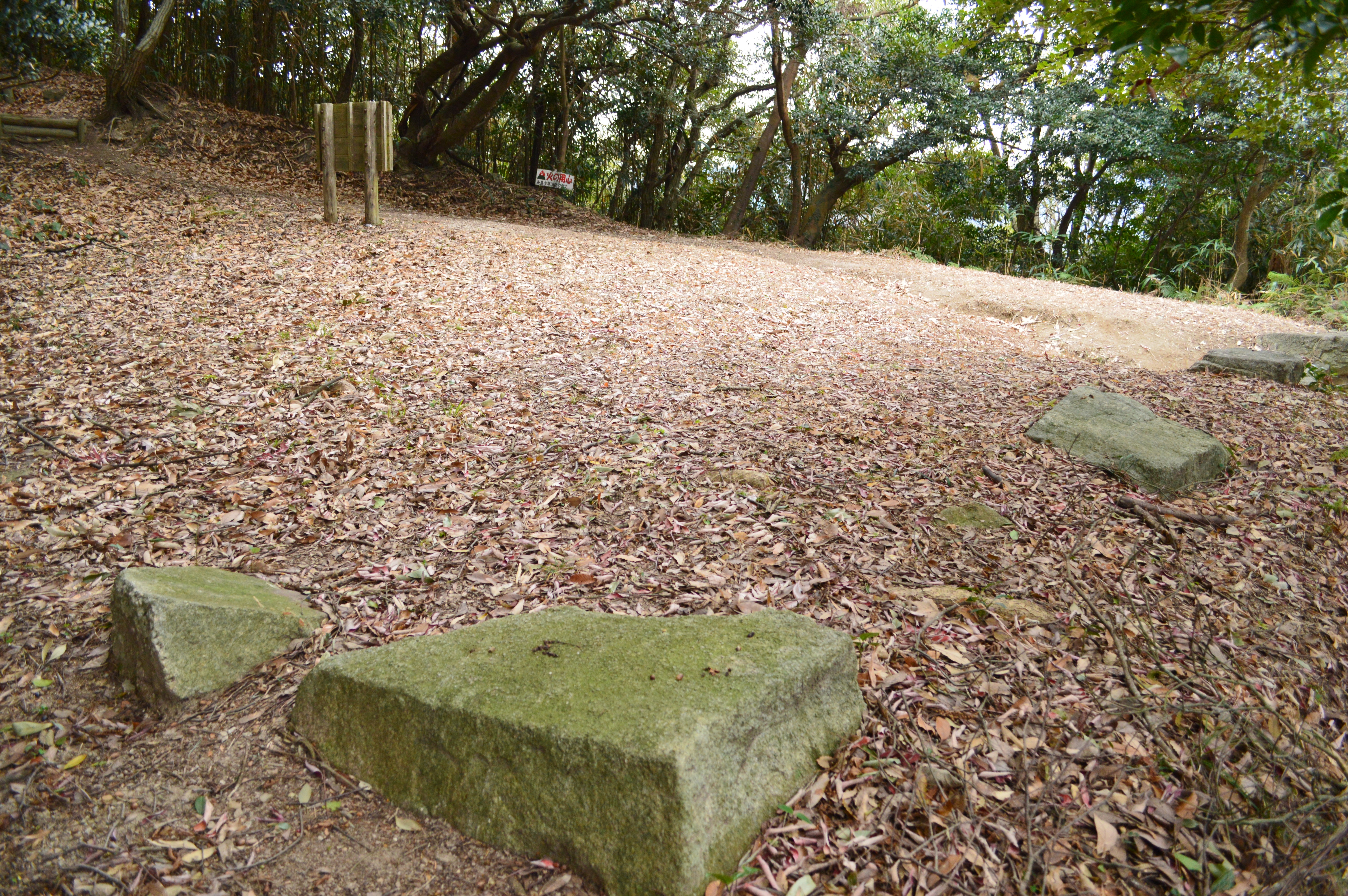
一ノ坂礎石群
城域南東部に位置する（北緯33度32分48.27秒 東経130度15分49.55秒 / 北緯33.5467417度 東経130.2637639度）。1936年（昭和11年）に発掘調査が実施され、礎石15個（いずれも自然石：上面が平らで柱座の造り出しは無い）が検出されている。建物は桁行（間口）3間・梁間（奥行）2間であるが、別に中央列の中心に礎石1個が、その両側にも小さい礎石2個が認められる。礎石の中心間距離は10尺（約3メートル）。また基壇と見られる石垣が認められる。出土遺物としては瓦（平瓦・熨斗瓦）片・土器片がある。中世の土師皿も検出されていることから、中世の高祖城の一郭として再利用されたと推測される。
第1望楼（草野陣鐘撞礎石群）
城域北東角に位置する（北緯33度33分24.15秒 東経130度15分52.89秒 / 北緯33.5567083度 東経130.2646917度）。1936年（昭和11年）に礎石9個（いずれも自然石）が確認されている。建物は桁行3間・梁間2間であるが、別に中央列の中心に礎石1個が認められる。礎石の中心間距離は8尺（約2.4メートル）。出土遺物としては平瓦片がある。
第2望楼（相鐘礎石群）
城域北辺に位置する（北緯33度33分21.10秒 東経130度15分24.94秒 / 北緯33.5558611度 東経130.2569278度）。1936年（昭和11年）に礎石10個（いずれも自然石）が確認されている。建物は桁行3間・梁間2間。礎石の中心間距離は8尺（約2.4メートル）。
第3望楼（下ノ鐘撞礎石群）
城域北辺に位置する（北緯33度33分26.20秒 東経130度15分10.09秒 / 北緯33.5572778度 東経130.2528028度）。1936年（昭和11年）に礎石7個（いずれも自然石）が確認されている。建物は桁行3間・梁間2間。礎石の中心間距離は8尺（約2.4メートル）。出土遺物としては平瓦片がある。
第4望楼（古城礎石群）
城域北辺に位置する（北緯33度33分22.61秒 東経130度14分58.47秒 / 北緯33.5562806度 東経130.2495750度）。『改正原田記』では「古城」として記載される。礎石は認められないが（元々無しか）、奈良時代-平安時代の柱穴群が認められる。また中世期の溝が検出されているほか、周辺では中世期の郭・堀も認められており、中世に高祖城の支城（高来寺城）として再利用されたと推測される。出土遺物としては瓦（平瓦・熨斗瓦・鬼瓦）片・土器片がある。
第5望楼（丸尾礎石群）
城域北西角に位置する（北緯33度33分21.13秒 東経130度14分52.90秒 / 北緯33.5558694度 東経130.2480278度）。1936年（昭和11年）に礎石9個（いずれも自然石）が確認されている。建物は桁行3間・梁間2間であるが、別に中央列の中心に礎石1個が認められる。礎石の中心間距離は10尺（約3メートル）。また礎石の一部には方形孔が認められるほか、一帯では地山整形による基壇も認められる。出土遺物としては瓦（平瓦・熨斗瓦）片・土器片がある。
縣庄礎石群（鐘庄礎石群）
城域南西辺に位置する（北緯33度32分40.50秒 東経130度15分10.13秒 / 北緯33.5445833度 東経130.2528139度）。1936年（昭和11年）に発見され、1980年（昭和55年）の再調査で礎石5個（いずれも自然石）が検出されている。建物は桁行3間・梁間2間。一帯では地山整形による基壇も認められる。出土遺物としては瓦（平瓦・熨斗瓦・鬼瓦）片・土器片がある。
以上のほか、『改正原田記』では伊勢城戸周辺で矢倉址が存在したとする。また1936年（昭和11年）の調査で高祖神社南方礎石群（杜辺礎石群）（北緯33度32分39.68秒 東経130度15分36.92秒 / 北緯33.5443556度 東経130.2602556度）・一丁月見礎石群（北緯33度32分28.41秒 東経130度15分31.39秒 / 北緯33.5412250度 東経130.2587194度）が認められていたが、現在までに失われている。
また高祖山の山頂付近においても、奈良時代の須恵器片や瓦片が検出されていることから、この付近での礎石群の存在可能性が高いとされる。

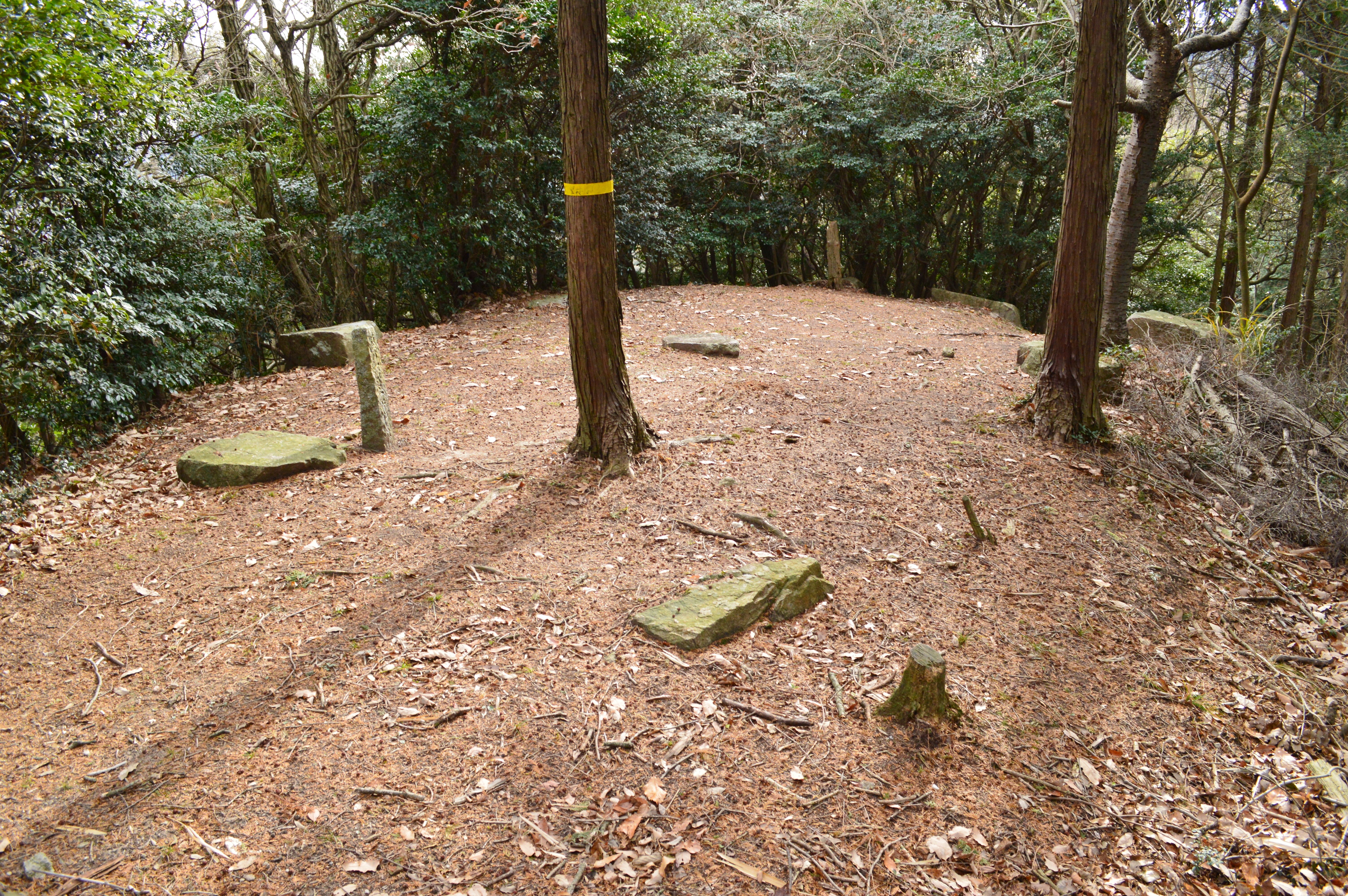
第1望楼跡
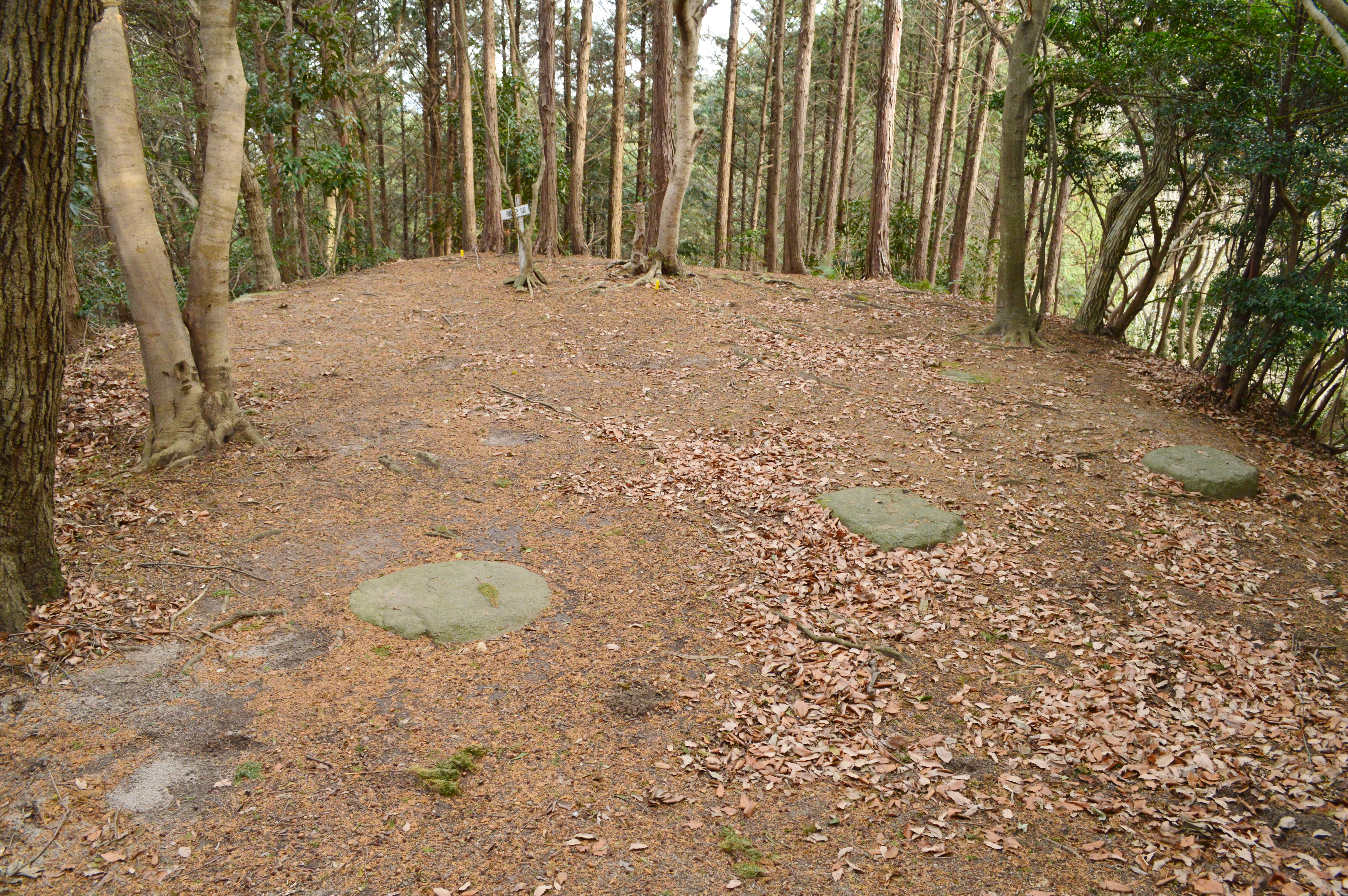
第2望楼跡
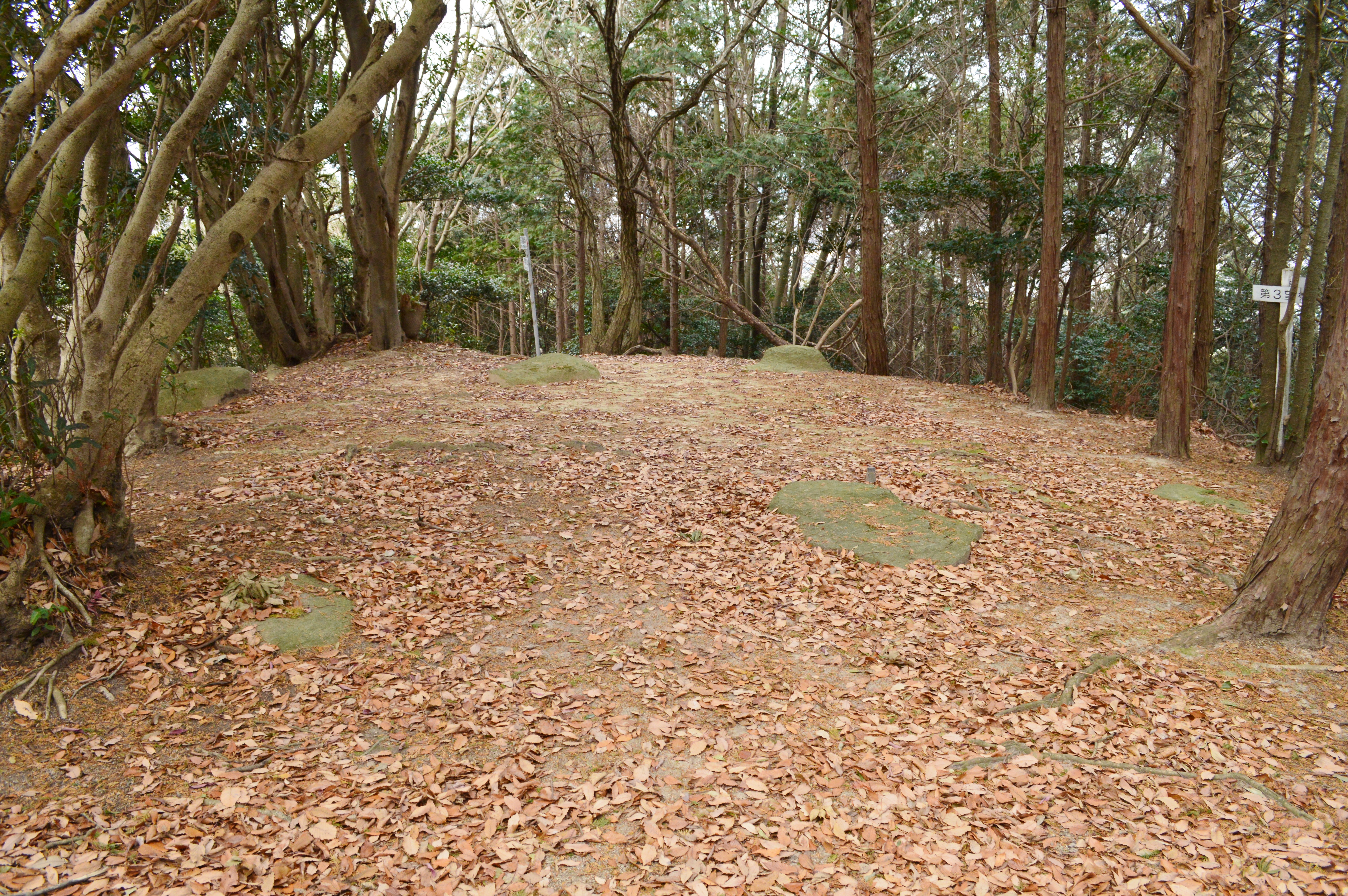
第3望楼跡
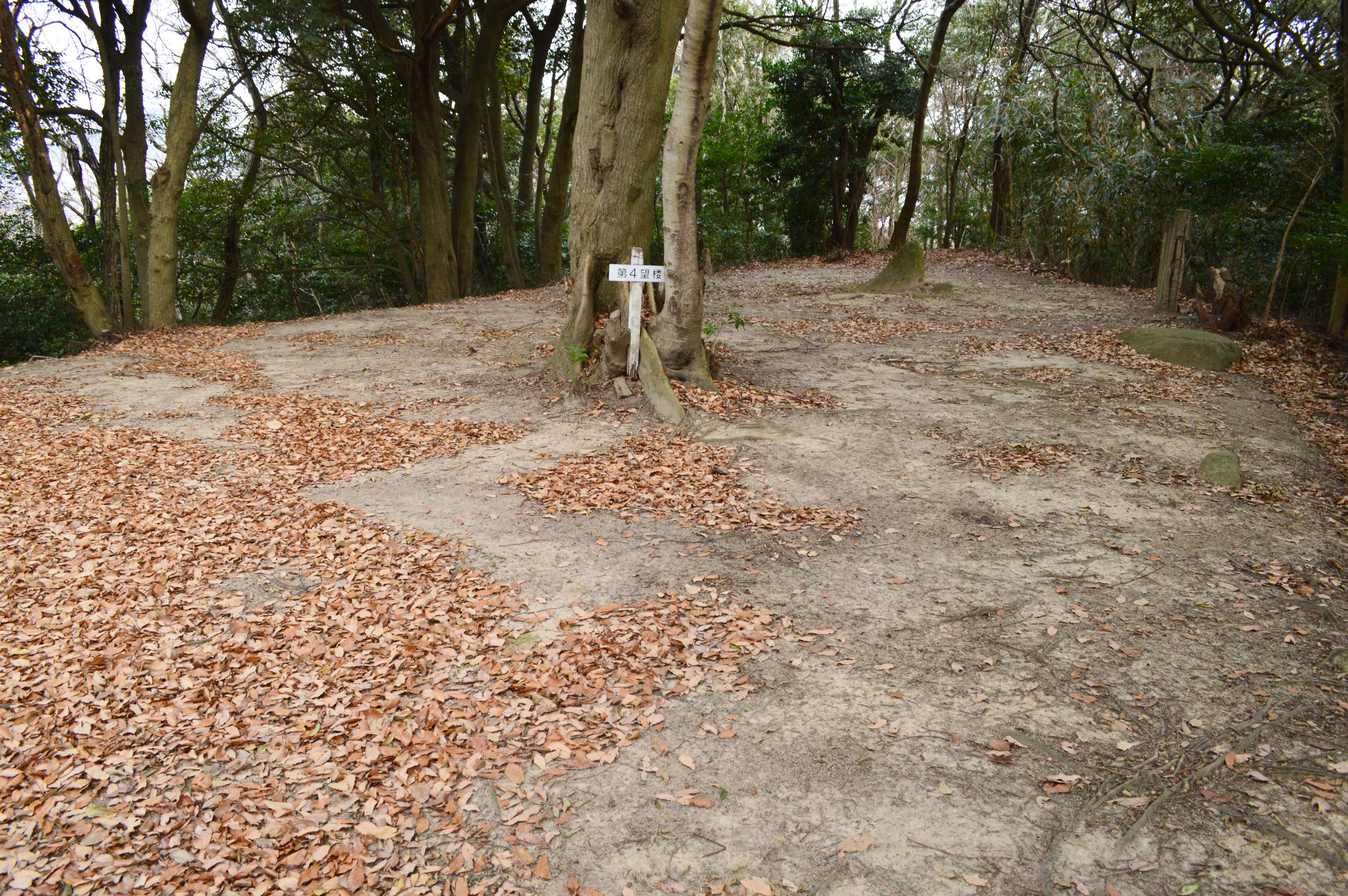
第4望楼跡

## 出土品
城域内からの出土品としては、多量の瓦がある。その大半は平瓦である一方、丸瓦・軒丸瓦の出土は認められていない。平瓦の完形品は長径約41センチメートル・短径約31センチメートル・厚さ約5センチメートルを測る厚瓦で、重さは約10キログラムにおよぶ。
瓦を焼いた瓦窯の所在地は明らかでない。候補地として、南東方の末永地区で鬼瓦の出土が認められているほか、福岡市元岡地区（元岡・桑原遺跡群）の瓦窯跡で同じ瓦の出土が認められている。怡土城の規模は大きく、築城時期も12年におよぶことから、この2ヶ所のほかにも複数の瓦窯が存在したと推測される。

## 文化財

### 国の史跡
- 怡土城跡
1938年（昭和13年）8月8日、国の史跡に指定[4]。
1944年（昭和19年）6月5日・2007年（平成19年）3月23日・2023年（令和5年）3月20日、史跡範囲の追加指定[4][16]。

### 関連文化財
- 末永出土鬼瓦 - 糸島市指定有形文化財（考古資料）。奈良時代の鬼瓦で、怡土城との関連可能性が指摘される。2008年（平成20年）3月19日指定[17]。

## 考証
| 年月 （旧暦） | 年月 （旧暦） | 出来事                                                                 |
| ------------- | ------------- | ---------------------------------------------------------------------- |
| 735年         | 2月           | 新羅使が国号改称を事後告知 日羅関係悪化（王城国改称問題）              |
| 753年         | 1月           | 唐の朝賀で日本・新羅使者の席次争い                                     |
| 753年         | 8月           | 遣新羅大使小野田守が引見出来ず帰国                                     |
| 754年         | 4月           | 吉備真備の大宰大弐任命 小野田守の大宰少弐再任                          |
| 755年         | 11月          | 安禄山の乱の勃発                                                       |
| 756年         | 6月           | 吉備真備の専当官任命 怡土城築城開始                                    |
| 758年         | 12月          | 遣渤海使小野田守の帰国 （安禄山の乱について報告） 大宰府に厳重警戒の命 |
| 759年         | 6月           | 新羅征討計画の準備開始                                                 |
| 762年         |               | 渤海が唐より渤海郡王から渤海国王に新封 （新羅征討計画の条件喪失か）    |
| 764年         | 1月           | 吉備真備の造東大寺長官任命                                             |
| 764年         | 9月           | 藤原仲麻呂の乱                                                         |
| 765年         | 3月           | 佐伯今毛人の築怡土城専知官任命                                         |
| 768年         | 2月           | 怡土城完成                                                             |

怡土城の築城目的について文献上では明確でないが、今日では唐の安禄山の乱（安史の乱）に対する備えとする説、対新羅政策の一環とする説の2説が有力視される。それぞれの詳細は次の通り。
安禄山の乱に対する備えとする説では、755年11月に乱が勃発したのち、その余波で安禄山が日本に兵を向ける可能性に備えた築城と推測される。特に、この乱の発生が天平宝字2年（758年）12月に遣渤海使の小野田守によって報告された際、大宰府に対して来寇に備えるよう厳命された点が注目される。しかし、小野田守の報告は怡土城築城開始の2年後である点、乱の勃発から築城開始までに遣唐使の帰国および渤海使来朝は見られない点（小野田守の報告が初報と見られる点）で、否定的な意見も強い。
対新羅政策の一環とする説では、当時は日本・新羅の関係（日羅関係）が悪化しており、それを踏まえた築城と推測される。特に、天平勝宝5年（753年）に唐の朝賀で日本使者と新羅使者が席次争いを起こしているが、この時に吉備真備が遣唐副使であった点が注目される。また、築城開始後の天平宝字3年（759年）からは藤原仲麻呂政権下で新羅征討計画が準備されており、この計画との関連性を指摘する説（征討の前進基地とする説）もある。この新羅征討計画自体は天平宝字6年（762年）を目標に準備が進められていたが、実行されることはなかった。ただし、このような対新羅政策の一環とする説についても裏付け資料が見つかっていないため、必ずしも詳らかでない。
なお、吉備真備・佐伯今毛人がいずれも肥前守を経験している点、怡土城跡には肥前方向の意識も見られる点から、朝廷への帰属意識の低い肥前地方の威圧も怡土城築城の軍事的目的の内に入っていたとする説もある。

## 現地情報
所在地
- 福岡県糸島市高来寺（こうらいじ）・大門（だいもん）・高祖（たかす）[4]

交通アクセス
- 九州旅客鉄道（JR九州）筑肥線 周船寺駅から
  - 高来寺側登り口まで
    - バス：コミュニティバス（川原線）で「高来寺」バス停下車

  - 高祖神社側登り口（怡土城址碑）まで
    - バス：コミュニティバス（川原線）で「高祖」バス停下車

関連施設
- 伊都国歴史博物館（糸島市井原） - 怡土城跡の出土品等を保管・展示。

周辺
- 高祖山
  - 高祖城
  - 高祖神社 - 国史見在社。
- 三雲・井原遺跡 - 国の史跡。伊都国王都の比定地。
- 曽根遺跡群 - 国の史跡。伊都国王墓の平原墳丘墓を包含。